# Rubén Donet Gregori
Rubén Donet Gregori (né le 3 avril 1983 à Gandia) est un coureur cycliste espagnol. Durant sa carrière, il est spécialiste des disciplines de vitesse sur piste.

## Palmarès

### Jeux olympiques
- Athènes 2004
  - 12e du kilomètre

### Championnats du monde
- Palma 2007
  - 6e de la vitesse par équipes
- Apeldoorn 2011
  - 13e de la vitesse par équipes

### Championnats d'Europe
- Fiorenzuola d'Arda 2001
  -  Médaillé d'argent du kilomètre juniors

### Championnats nationaux
- 2000
  -  Champion d'Espagne de vitesse juniors
- 2001
  -  Champion d'Espagne de vitesse juniors
  -  Champion d'Espagne du kilomètre espoirs
- 2002
  -  Champion d'Espagne de vitesse par équipes (avec Salvador Melià et Adrián Sánchez)
  -  Champion d'Espagne du kilomètre espoirs
- 2003
  -  Champion d'Espagne du kilomètre espoirs
  -  Champion d'Espagne de vitesse espoirs
- 2004
  -  Champion d'Espagne du kilomètre
  -  Champion d'Espagne de vitesse par équipes (avec Salvador Melià et Adrián Sánchez)
  - 3e du championnat d'Espagne de vitesse
- 2006
  -  Champion d'Espagne du kilomètre
  - 2e du championnat d'Espagne de vitesse par équipes
- 2007
  - 2e du championnat d'Espagne de vitesse par équipes
- 2011
  -  Champion d'Espagne de vitesse par équipes (avec David Alonso et José Miguel Caldentey)
  - 2e du championnat d'Espagne de keirin
  - 3e du championnat d'Espagne de vitesse
- 2012
  -  Champion d'Espagne du keirin
  - 2e du championnat d'Espagne de vitesse par équipes